# Грб Зајечара
Грб Зајечара има облик штита, састоји се од три целине, а усвојен је 2009. године

## Опис
Доња површина штита подељена је на две једнаке половине. Са леве стране грба налази се стилизовани царски римски шлем са дугом перјаницом наранџасте боје, на црвеној подлози. Он симболизује царску палату и комплекс Фелиx Ромулиана, који је недвосмислено културни синоним за Зајечар, а такође је и симбол империје која је оставила највише трагова у савременој европској култури.
Са десне грба стране налази се фонтана наранџасте боје, такође на црвеној подлози, која оличава здравље и живот и упућује на континуитет кроз Гамзиград и Гамзиградску бању, као и Николичевску бању, истичући тако и ове препознатљиве симболе Зајечара.
Горњи део штита састоји се од једне целине која у себи садржи више елемената.
У средини грба је река плаве боје која симболизује Тимок, а са леве и десне стране зеленом бојом је апострофирана плодна долина Тимока. Лева и десна зелена површина се према горе завршавају са благим врховима, што симболизује два зајечарска брда Краљевицу и Бели Брег. Сам Тимок се кривудавим, природним линијама, у перспективи спаја са тврђавом, која је зелене боје и излазећим Сунцем наранџасте боје. Сунце представља симбол живота и просперитета, а као излазеће сунце и симбол истока.
Тврђава на грбу представља град Зајечар, у складу са хералдичком праксом. Кроз њу пролази Тимок, као што и пролази кроз Зајечар, и ту се симболично спаја са излазећим сунцем. Тврђава истовремено представља кулу, осматрачницу односно границу и поново град Зајечар као традиционални стожер на граници Србије са источним земљама.
Подлога целог грба је плаве боје, са црвеном маргином, која симболизује крв знаних и незнаних хероја који су свој живот дали за Зајечар.